# تکل

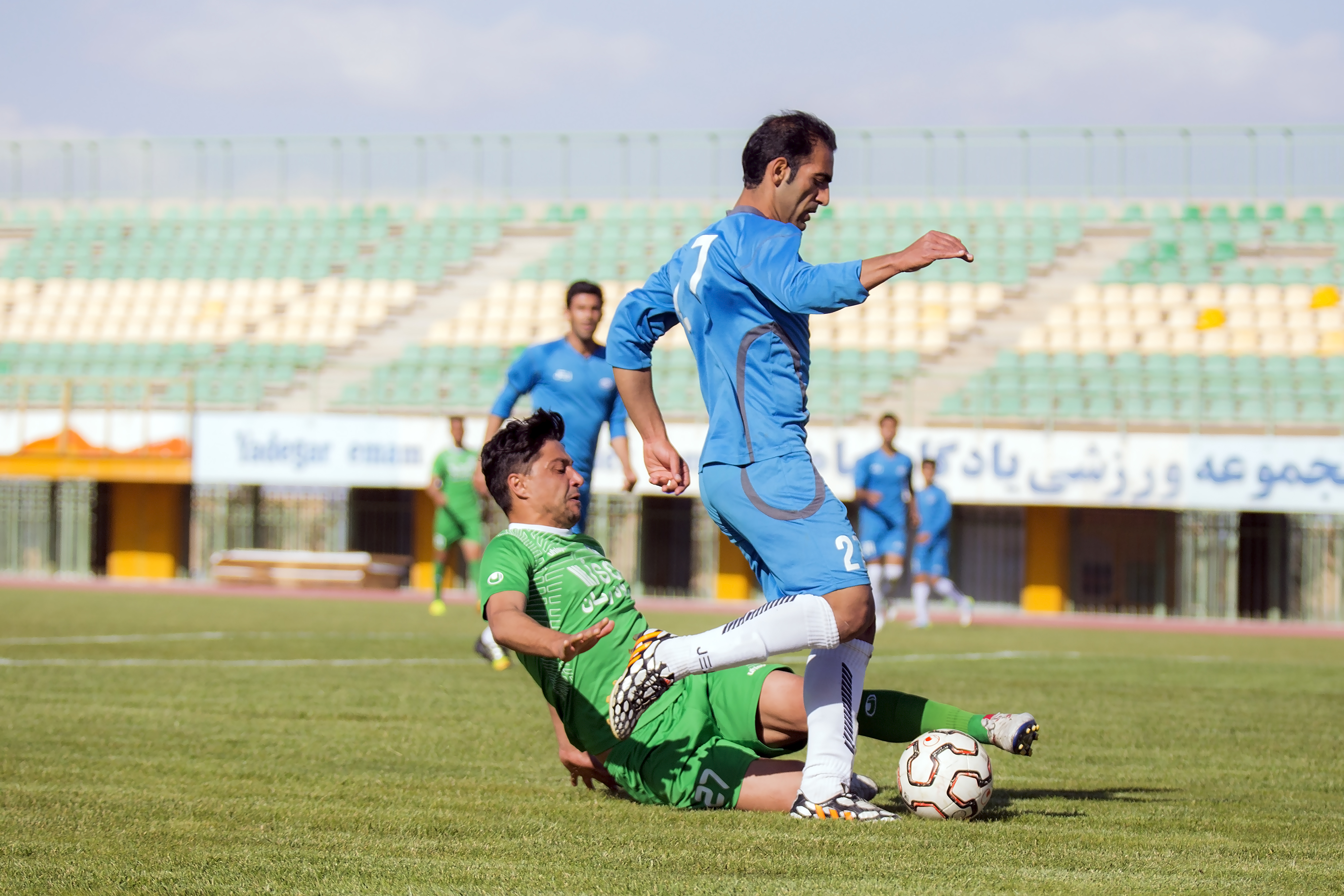
حرکت تکل بازیکن تیم فوتبال فولاد ویان بر روی بازیکن تیم صبا

تکل، در بیش تر موارد حرکتی است که از انگیزهٔ (هدف) بازیکن حریف جلوگیری می‌کند. واژهٔ تکل در برخی ورزش‌های برخوردی برای شرح کنش (عمل) کشتی فیزیکی با بازیکن بر روی زمین به کار برده می‌شود. در دیگر ورزش‌ها شرح یک یا چند روش ستیزه برای دارا شدن توپ است.